# Hegedűs Dávid
Hegedűs Dávid (Eger, 1985. június 6. –) magyar labdarúgó, az Eger SE középpályása.

## Pályafutása
Pályafutása során megfordult szülővárosa csapatában, ahol 2007-ben 25 bajnokin lépett pályára. Pályafutása elején több kisebb csapat, így a Jászapáti VSE, a Bőcs és a Kazincbarcika csapatában is játszott. 
Az élvonalban a Kaposvár Rákóczi színeiben mutatkozott be, a somogyi csapatnak kapitánya is volt. Többször sérülések hátráltatták, térdszalagjaival és kulcscsontjával is műteni kellett. 2013 nyarán szerződött Mezőkövesdre. Tagja volt a kövesdiek első élvonalbeli csapatának, majd a kiesést követően is maradt a klubnál.
2016 márciusában a Soproni VSE ellen a félpályáról a kapuba ívelve szerzett látványos gólt. A 2016–2017-es évadban már nem kapott sok lehetőséget az ismét élvonalban szereplő Mezőkövesdben, csupán nyolcszor lépett pályára, így 2017 nyarán Kazincbarcikára szerződött.